# Паоло Бріґулья
Паоло Бріґулья (італ. Paolo Briguglia; *27 травня 1974) — італійський актор кіно, театру і телебачення.

## Життєпис
Народився в Палермо, Сицилія. У 1998 році закінчив Академію театрального мистецтва у Римі. У 2000 році здійснив свій перший дебют у кіно, у фільмі Роберта Андо Рукопис принца. Його першою важливою роллю став солдат Серра, у військовій драмі Енцо Монтелеоне Ель Аламейн, і завдяки цій ролі, Бріґулья отримав Globo d'oro, у номінації «найкращий новий актор».

## Фільмографія
- The Prince's Manuscript (2000)
- One Hundred Steps (2000)
- Julius Caesar (2002)
- El Alamein — The Line of Fire (2002)
- Добрий ранок, ноче (2003)
- Stay with Me (2004)
- But When do the Girls Get Here? (2005)
- Our Land (2006)[5]
- La buona battaglia — Don Pietro Pappagallo (2006)
- Era mio fratello (2007)
- Non pensarci (2008)
- The Sicilian Girl (2009)
- Bets and Wedding Dresses (2009)
- Baarìa (2009)
- Basilicata Coast to Coast (2010)
- L'amore fa male (2011)